# God Bless the Child
«God Bless the Child» — песня канадской певицы Шанайи Твейн, восьмой и финальный сингл с её второго студийного альбома The Woman in Me (1995).

## История
Песня вышла 26 октября 1995 года. Шанайя Твейн исполнила песню во время церемонии 1996 года Country Music Association Awards. Сингл был успешным; он достиг 7 места в Канадском кантри-чарте, 75 места в американском Billboard Hot 100 и 48 места в Billboard Hot Country Songs (США).
Песня получила положительные отзывы музыкальной критики и интернет-изданий: Entertainment Weekly.
Видео было снято Larry Jordan с участием двух хоров, в том числе Fisk University Jubilee Singers. Премьера видеоклипа состоялась 26 октября 1995 года.

## Список треков
US Single
1. God Bless the Child [New Previously Unreleased Version] 3:48
2. (If You're Not in It for Love) I'm Outta Here! [Remix] 4:21

Canada Maxi-CD
1. God Bless the Child 3:49
2. (If You’re Not In It for Love) I’m Outta Here! [Remix] 4:40
3. Whose Bed Have Your Boots Been Under? [Dance Mix] 4:50
4. The Woman in Me (Needs the Man in You) [Steel Guitarless Mix] 4:50

## Чарты
| Чарт (1996—2002)                             | Высшая позиция |
| -------------------------------------------- | -------------- |
| Канада (Nielsen SoundScan)                   | 1              |
| Канада (RPM Country Tracks)                  | 7              |
| США (Billboard Hot 100)                      | 75             |
| США (Billboard Hot Country Songs)            | 48             |
| США (Top Country Singles Sales, Billboard) · | 1              |